# CSD Flandria
Club Social y Deportivo Flandria – argentyński klub piłkarski z siedzibą w mieście Buenos Aires.

## Osiągnięcia
- Mistrz piątej ligi (Tercera de Ascenso): 1952
- Mistrz czwartej ligi (Primera C): 1998

## Historia
Klub założony został 9 lutego 1941. W 1947 klub przystąpił do narodowego związku piłkarskiego Asociación del Fútbol Argentino, przystępując do rozgrywek piątej ligi Tercera de Ascenso. Dnia 9 lipca 1960 oddano do użytku stadion Estadio Carlos V, mogący pomieścić 5000 widzów. Obecnie Flandria gra w trzeciej lidze argentyńskiej Primera B Metropolitana.